# Perditorulus celaenus
Perditorulus celaenus är en stekelart som beskrevs av Christer Hansson 2004. Perditorulus celaenus ingår i släktet Perditorulus och familjen finglanssteklar.
Artens utbredningsområde är Colombia. Inga underarter finns listade i Catalogue of Life.